# Enrique Pérez Mesa
Enrique Pérez Mesa (n. Matanzas, Cuba; 8 de agosto de 1960) es uno de los más reconocidos internacionalmente directores de orquesta cubanos. Egresado del Instituto Superior de Arte de Cuba bajo la tutela del Maestro cubano Guido López Gavilán en el año 1993. Actualmente es director titular de la Orquesta Sinfónica Nacional (Cuba).

## Trayectoria musical
Graduado en la especialidad de violín en la Escuela Nacional de Artes con los profesores Inna Kuztnezova y Billy Mokatzian y de Dirección Orquestal en 1993 en el Instituto Superior de Arte, bajo la guía del maestro Guido López-Gavilán.
Su carrera como director comienza en 1991 con la Orquesta Sinfónica de Matanzas, donde desarrolla una excelente labor al lado de la maestra Helena Herrera, participando en eventos nacionales e internacionales con esta institución. En diciembre del 2002 es nombrado por el maestro Leo Brouwer Director Adjunto de la Orquesta Sinfónica Nacional de Cuba, durante esta etapa trabaja como director de orquesta del Ballet Nacional de Cuba, invitado por la Primera Bailarina Alicia Alonso, con lo cual tiene a su cargo la dirección musical de los principales títulos, entre ellos Cascanueces, Coppelia, El lago de los cisnes, Don Quijote, Carmen, etc. Regularmente dirige la Opera Nacional.
Ha colaborado con prestigiosos solistas, además de presentarse en importantes salas de conciertos, como el teatro Carlos Felice, el Máximo de Palermo, el teatro de la Opera de Graz, el teatro Claudio Santoro de Brasilia, además de participar en importantes festivales como el Internacional de Guitarra de La Habana, de Morelia y el festival de otoño Eduardo Mata, estos dos últimos en México.
Realizó el estreno en Cuba de la Integral de los cinco conciertos para piano y orquesta de Heitor Villa Lobos, ha grabado música para filmes cubanos y españoles, además de colaborar con importantes artistas de la música popular cubana.
Su integridad musical y expresividad le permiten ser invitados a conciertos en Brasil, España, Italia, Austria, México, Colombia, Chile, etc.
Participó en el 1.er Congreso de personalidades de la música celebrado en Jerusalem, donde recibe la distinción Peregrino del Milenio, otorgada por el alcalde de esa ciudad. Posee el sello de Laureado y la Distinción por la Cultura Nacional.
Actualmente es Director Titular de la Orquesta Sinfónica Nacional de Cuba y Jefe del Departamento de Dirección Orquestal en el Instituto Superior de Arte. Ha desarrollado en los últimos años un intenso trabajo como director, colaborando en la consolidación del movimiento sinfónico en Cuba.
Ha ofrecido clases magistrales de Dirección Orquestal en Colombia, México y en Valencia-España; y participado como jurado en importantes concursos internacionales.
Actualmente es Director Titular de la Orquesta Sinfónica Nacional de Cuba y de la Orquesta de Cámara Nuestro Tiempo. Enrique Pérez Mesa es miembro de la Unión de Escritores y Artistas de Cuba (UNEAC)

### Premios y distinciones
- Sello de Laureado y la Distinción por la Cultura Nacional de Cuba.
- 1.er. Congreso de Personalidades de la Música (Jerusalén) “ Peregrino del Milenio”
- Escudo de la ciudad de Sabaudia- Italia
- Hijo pródigo de la ciudad de Matanzas